# КК Фортитудо Болоња
КК Фортитудо Болоња (итал. Fortitudo Pallacanestro Bologna) је италијански кошаркашки клуб из Болоње.

## Историја
Клуб је основан 1932. године. Два пута су били прваци Италије, а поред тога имају и један трофеј у Купу као и два у Суперкупу Италије. Највећи успех у међународним такмичењима је било финале Евролиге у сезони 2003/04, када су поражени од Макабија из Тел Авива.
Због финансијских проблема клуб је 2012. године престао да се такмичи, али се наредне године поново активирао. Од сезоне 2019/20. поново играју у највишем рангу, италијанској Серији А.

## Успеси

### Национални
- Серија А:

Првак (2): 1999/00, 2004/05.
- Куп Италије:

Освајач (1): 1998.
- Суперкуп Италије:

Освајач (2): 1998, 2005.

### Међународни
- Евролига:

Финалиста (1): 2003/04.